# Perdita compacta
Perdita compacta är en biart som beskrevs av Timberlake 1971. Perdita compacta ingår i släktet Perdita och familjen grävbin. Inga underarter finns listade i Catalogue of Life.